# Röda linjen (Stockholms tunnelbana)
Tunnelbana 2, i marknadskommunikation kallad Röda linjen (eller Tub 2 som den heter internt), är en av tre banor i Stockholms tunnelbana. Den har totalt 36 stationer varav 4 är betongstationer, 16 är bergstationer och 15 är ytstationer. Banan är totalt 41 238 meter lång (18 meter kortare än Gröna linjen). Den består av fyra grenar med slutstationer i Fruängen och Norsborg i sydväst samt Mörby centrum och Ropsten i nordost. Populärnamnet Röda linjen infördes av SL kring 1990 och återspeglas av att bansystemet sedan dess har markerats med röd färg på SL:s linjekartor. Innan dess, från 1970-talet och framåt, var linjens färg orange.

## Historia
| Track end start |

| Unknown BSicon "STR+GRZq" |

| Unknown BSicon "STR+GRZq" |

| Straight track | Track end start |

| Unknown BSicon "KRWg+l" | Unknown BSicon "KRWr" |

| Unknown BSicon "STR+GRZq" |

| Unknown BSicon "STR+GRZq" |

| Unknown BSicon "STR+GRZq" |

| Unknown BSicon "KRWgl" | Unknown BSicon "KRW+r" |

| Straight track | Track end end |

| Unknown BSicon "STR+GRZq" |

| Unknown BSicon "STR+GRZq" |

| Unknown BSicon "STR+GRZq" |

| Unknown BSicon "STR+GRZq" |

| Unknown BSicon "STR+GRZq" |

| Track end end |

| Track end start |

| Unknown BSicon "STR+GRZq" |

| Unknown BSicon "STR+GRZq" |

| Straight track | Track end start |

| Unknown BSicon "KRWg+l" | Unknown BSicon "KRWr" |

| Unknown BSicon "STR+GRZq" |

| Unknown BSicon "STR+GRZq" |

| Unknown BSicon "STR+GRZq" |

| Unknown BSicon "KRWgl" | Unknown BSicon "KRW+r" |

| Straight track | Track end end |

| Unknown BSicon "STR+GRZq" |

| Unknown BSicon "STR+GRZq" |

| Unknown BSicon "STR+GRZq" |

| Unknown BSicon "STR+GRZq" |

| Unknown BSicon "STR+GRZq" |

| Track end end |

| Track end start |

| Unknown BSicon "STR+GRZq" |

| Unknown BSicon "STR+GRZq" |

| Straight track | Track end start |

| Unknown BSicon "KRWg+l" | Unknown BSicon "KRWr" |

| Unknown BSicon "STR+GRZq" |

| Unknown BSicon "STR+GRZq" |

| Unknown BSicon "STR+GRZq" |

| Unknown BSicon "KRWgl" | Unknown BSicon "KRW+r" |

| Straight track | Track end end |

| Unknown BSicon "STR+GRZq" |

| Unknown BSicon "STR+GRZq" |

| Unknown BSicon "STR+GRZq" |

| Unknown BSicon "STR+GRZq" |

| Unknown BSicon "STR+GRZq" |

| Track end end |

| Track end start |

| Unknown BSicon "STR+GRZq" |

| Unknown BSicon "STR+GRZq" |

| Straight track | Track end start |

| Unknown BSicon "KRWg+l" | Unknown BSicon "KRWr" |

| Unknown BSicon "STR+GRZq" |

| Unknown BSicon "STR+GRZq" |

| Unknown BSicon "STR+GRZq" |

| Unknown BSicon "KRWgl" | Unknown BSicon "KRW+r" |

| Straight track | Track end end |

| Unknown BSicon "STR+GRZq" |

| Unknown BSicon "STR+GRZq" |

| Unknown BSicon "STR+GRZq" |

| Unknown BSicon "STR+GRZq" |

| Unknown BSicon "STR+GRZq" |

| Track end end |

Linjen invigdes 5 april 1964 mellan T-Centralen och Fruängen/Örnsberg. Flera ytterligare sträckor invigdes under åren 1965–1967, medan den sista grenen till Mörby Centrum blev klar 1978. Inom Stockholms innerstad byggdes den röda linjen oberoende av gatunätet, och på större djup än den gröna linjen, som huvudsakligen byggdes under gator.
Sträckan Mälarhöjden–Liljeholmen byggdes redan på 1910-talet som spårväg, kallad Södra Förstadsbanan. Sträckan Liljeholmen–Midsommarkransen byggdes senare. Denna byggdes i huvudsak på egen banvall, eftersom området inte var så tättbebyggt. Dock fanns plankorsningar och nya delsträckor byggdes i tunnel inför tunnelbanestarten. Därför är inte så mycket kvar av de ursprungliga spårvägssträckningarna på denna linjesträckning.

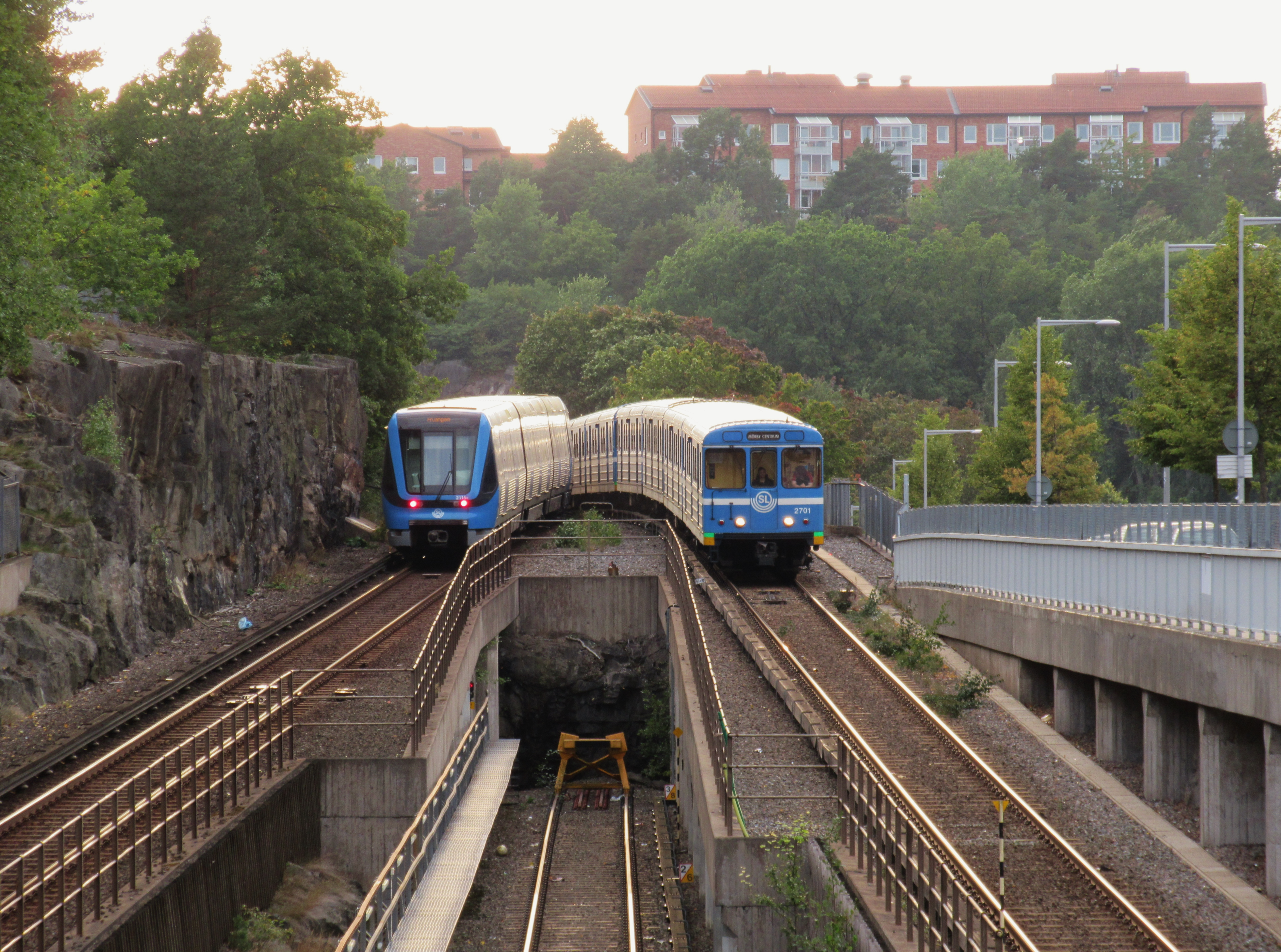
Vagntyp C20 och C6 sydväst om station Telefonplan.

Sträckan Telefonplan-Fruängen byggdes 1946–1956 som spårväg förberedd för tunnelbana (Linje 14 och 17 till Fruängen), med T-baneperronger i mitten och kortare spårvagnsperronger på sidorna. Denna sträcka är samma idag. För sträckan förbi T-Centralen hade spårtunnlar byggts redan då den gröna linjen byggdes där, mestadels genom att gräva ned tunnlarna och täcka över. T-Centralen togs i bruk 1957 för den gröna linjen medan den röda alltså togs i bruk 1964.
Tidigare hade röda linjen orange färg på översiktskartorna, men vartefter nya kartor trycktes upp vid förändringar i tunnelbanenätet fick linjen under 1980-talet en allt rödare färgton. Tunnelbanelinjen mellan Fruängen och Mörby centrum och omvänt hette från början linje 24, men bytte nummer till 14 omkring 2001. Linjen mellan Norsborg och Ropsten och omvänt hette tidigare linje 23, men bytte till nummer 13 omkring 2004.
En större renovering av sträckan Liljeholmen–Fruängen gjordes under sommaren 2006. Trafiken ersattes då av buss.

### Tidigare utbyggnadsplaner
I Tunnelbaneplan för Stor-Stockholm från 1965 planerades den röda linjen att dras vidare norrut från Östermalmstorg ut till Hägernäs. Planen var då stationerna Djursholms Ösby, Enebyberg, Roslags Näsby, Täby centrum, Viggbyholm och slutligen Hägernäs. Albano som möjlig station diskuterades. En möjlig del av planen var en helt ny tunnelbanesträckning istället för att använda sig av de existerade spåren som tidigare byggts för järnvägen. 1975 beslöts om utbyggnad av tunnelbana norrut på bekostnad av Roslagsbanan men diskussioner följde och 1976 beslöt landstinget att Roslagsbanan skulle vara kvar men 1978 beslöts att 1975 års beslut skulle stå fast. Stockholms läns landsting beslöt 1979 att en tunnelbana i ytläge skulle dras till Täby centrum. I Täby kommun och Vallentuna kommun hölls 1980 folkomröstningar om ifall tunnelbana skulle byggas dit eller inte, vilka gav nej som resultat. Länsstyrelsen ansåg inte att resultaten skulle räknas då kollektivtrafiken var en landstingsfråga och inte låg hos kommunerna att besluta om, kommunerna vägrade dock att detaljplanera för Tunnelbanan. I oktober 1980 beslöt landstinget att tunnelbana skulle byggas men planen lämnades sedan och istället har satsningar gjorts på Roslagsbanan.
På den andra sträckan norrut som idag slutar i Ropsten var tanken att dra tunnelbanan vidare över en separat bro för enbart spårbunden trafik över Lilla värtan och sedan i tunnel fram till stationen Lidingö centrum. Här togs även möjligheterna till ytterligare förlängningar på Lidingö upp med Baggeby och Bodal samt Bogesundslandet som möjliga slutstationer. Bogesundslandet var vid denna tid tänkt att bebyggas med bostäder. Ritningsskisser på tunnelbanebron togs fram av Lidingö stadsbyggnadskontor i samband med att nya Lidingöbron (1971) projekterades. Ett principbeslut togs av Lidingö stadsfullmäktige 1966 att dra ut tunnelbanan till Lidingö men planerna skrinlades. Planerna på en tunnelbanebro blev aktuella igen efter det att man 2004 upptäckt skador på Gamla Lidingöbron som kommer att kräva dess ersättning med en ny bro. Man har ändå valt att satsa på en ny spårvägsbro, eftersom det blir billigare och restiden från Stockholm i allmänhet blir minst lika snabb så. Man vill också koppla Lidingöbanan till Spårväg City.
Söderut fanns planer på att förlänga Fruängenbanan vidare söderut till Huddinge centrum och Flemingsberg. Mark reserverades men någon förlängning till bland annat Huddinge sjukhus har aldrig blivit genomförd.

## Trafikering

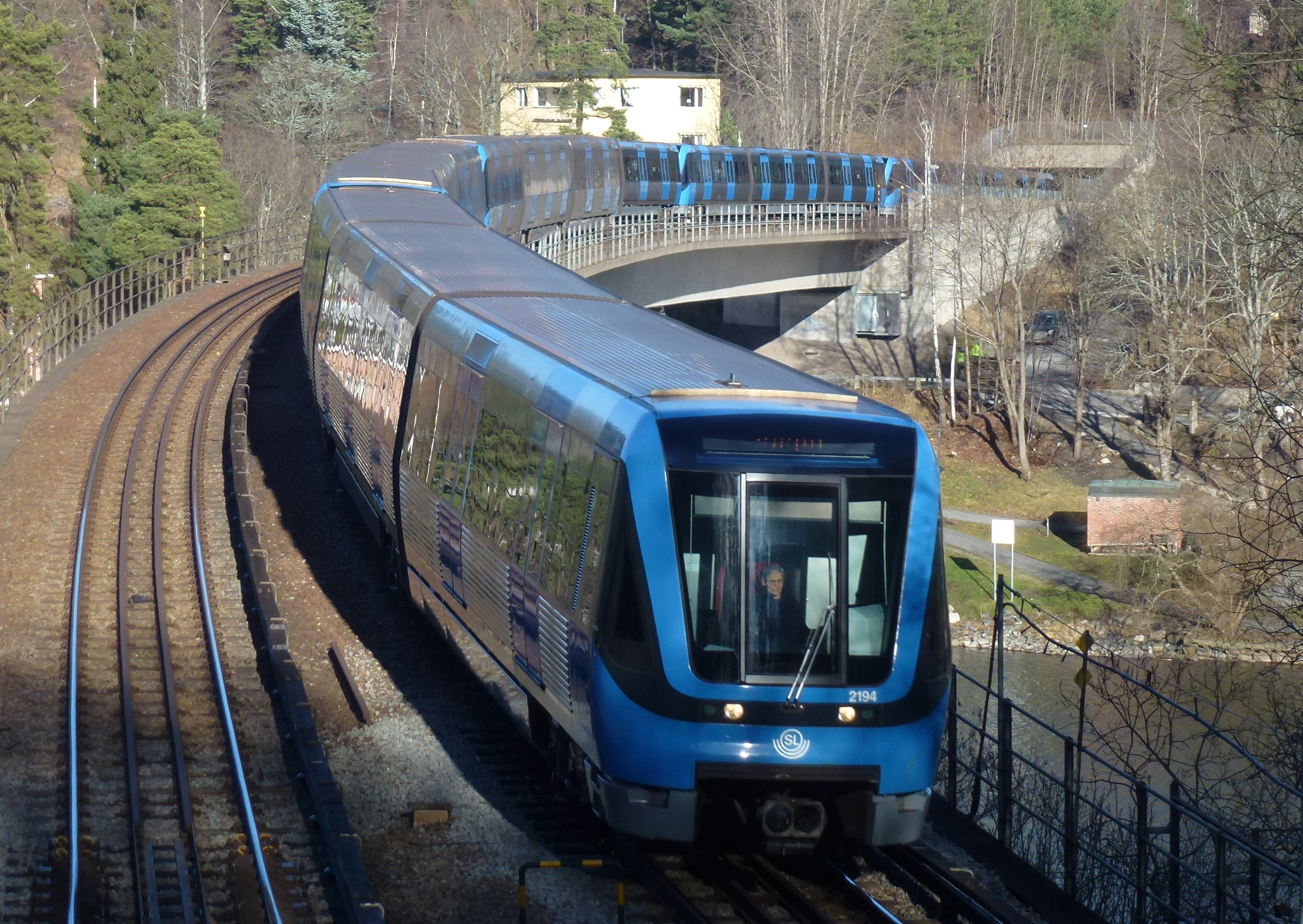
Stocksundsbron mellan Danderyds kommun och Solna kommun.

Den röda linjen trafikeras av två tunnelbanelinjer, linje 13 och linje 14, och har 411 000 resenärer per arbetsdag (2006) och cirka 128 miljoner per år (2005).[källa behövs]
Linje 13 går Norsborg–Ropsten och linje 14 går Fruängen–Mörby Centrum. Under vanliga dagar på dagtid är det 5-minuterstrafik på linje 14 mellan Mörby centrum och Liljeholmen, under övrig tid 10-minuterstrafik. I rusningstid är det 5-minuterstrafik på linje 13 Alby/Sätra-Ropsten och 5-minuterstrafik på linje 14 Mörby centrum–Fruängen. Detta ger 2,5-minuterstrafik på den gemensamma sträckan Östermalmstorg-Liljeholmen, alltså 24 tåg per timme.
De längsta tunnlarna är Gamla stan–Bergshamra (8,5 km), Gamla stan–Gärdet (delvis gemensam med Gamla stan-Bergshamra, 2,1 km egen tunnel, 4,5 km totalt) och Axelsberg (tunnelbanestation)–Bredäng (2,3 km)
De 10 största stationerna (efter antal påstigande på röda linjen en vintervardag 2015) är:
| Nr | Station                   | Antal påstigande |
| -- | ------------------------- | ---------------- |
| 1  | T-Centralen (röda linjen) | 82 200           |
| 2  | Slussen (röda linjen)     | 40 600           |
| 3  | Östermalmstorg            | 37 000           |
| 4  | Liljeholmen               | 31 700           |
| 5  | Tekniska högskolan        | 25 500           |
| 6  | Ropsten                   | 20 100           |
| 7  | Hornstull                 | 19 200           |
| 8  | Mariatorget               | 18 300           |
| 9  | Karlaplan                 | 16 700           |
| 10 | Danderyds sjukhus         | 14 700           |

## Bilder

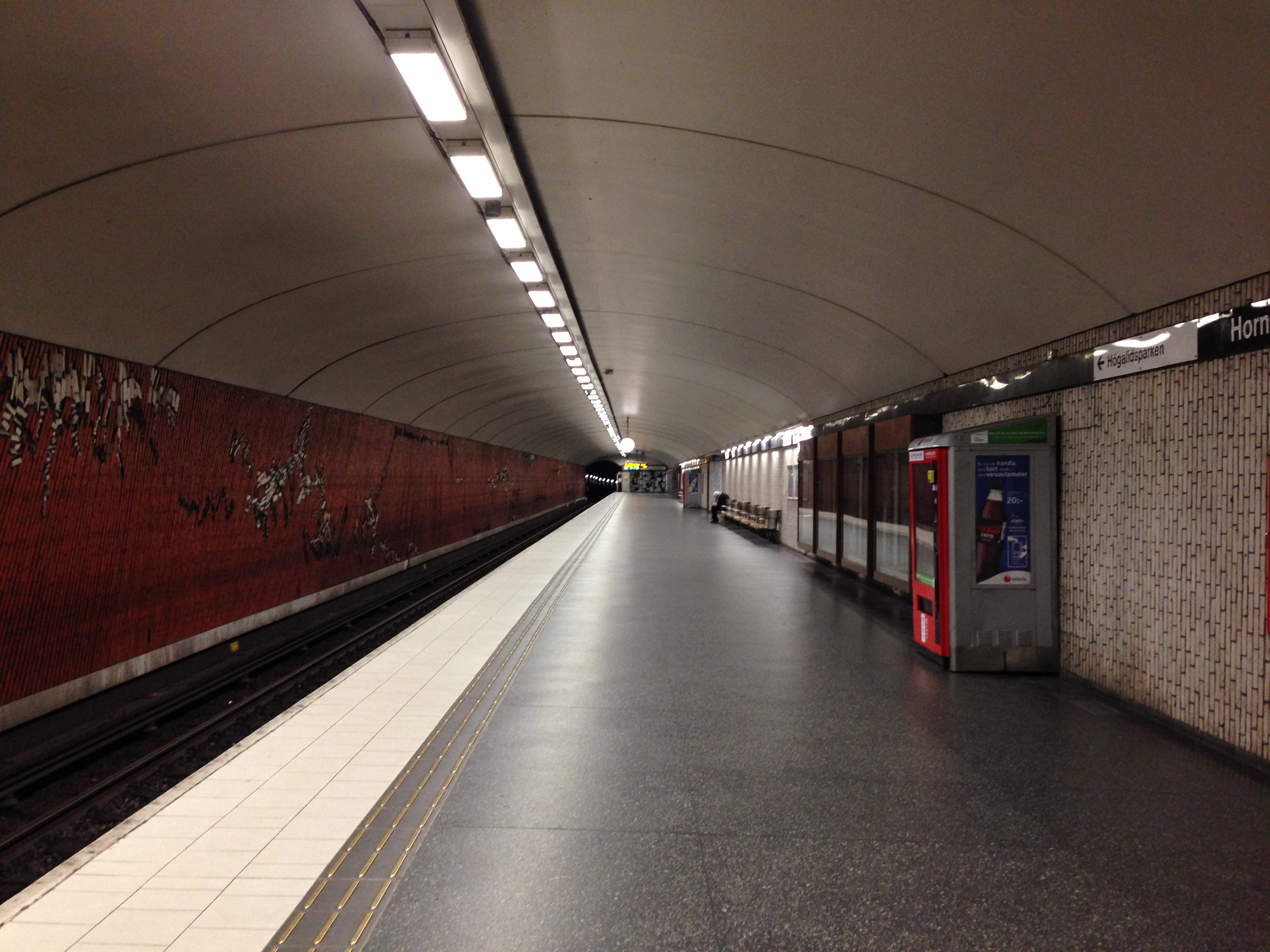
Hornstull
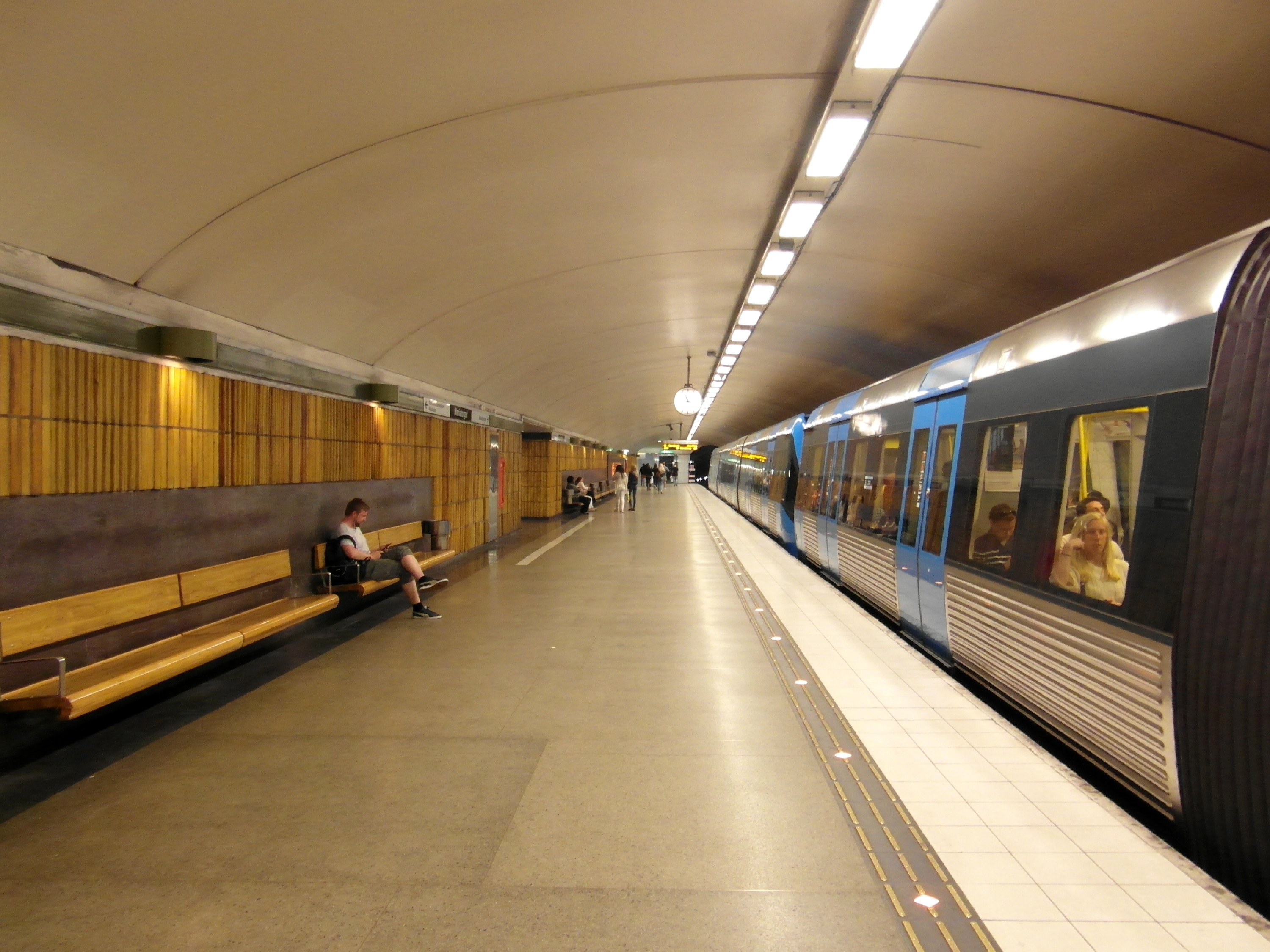
Mariatorget
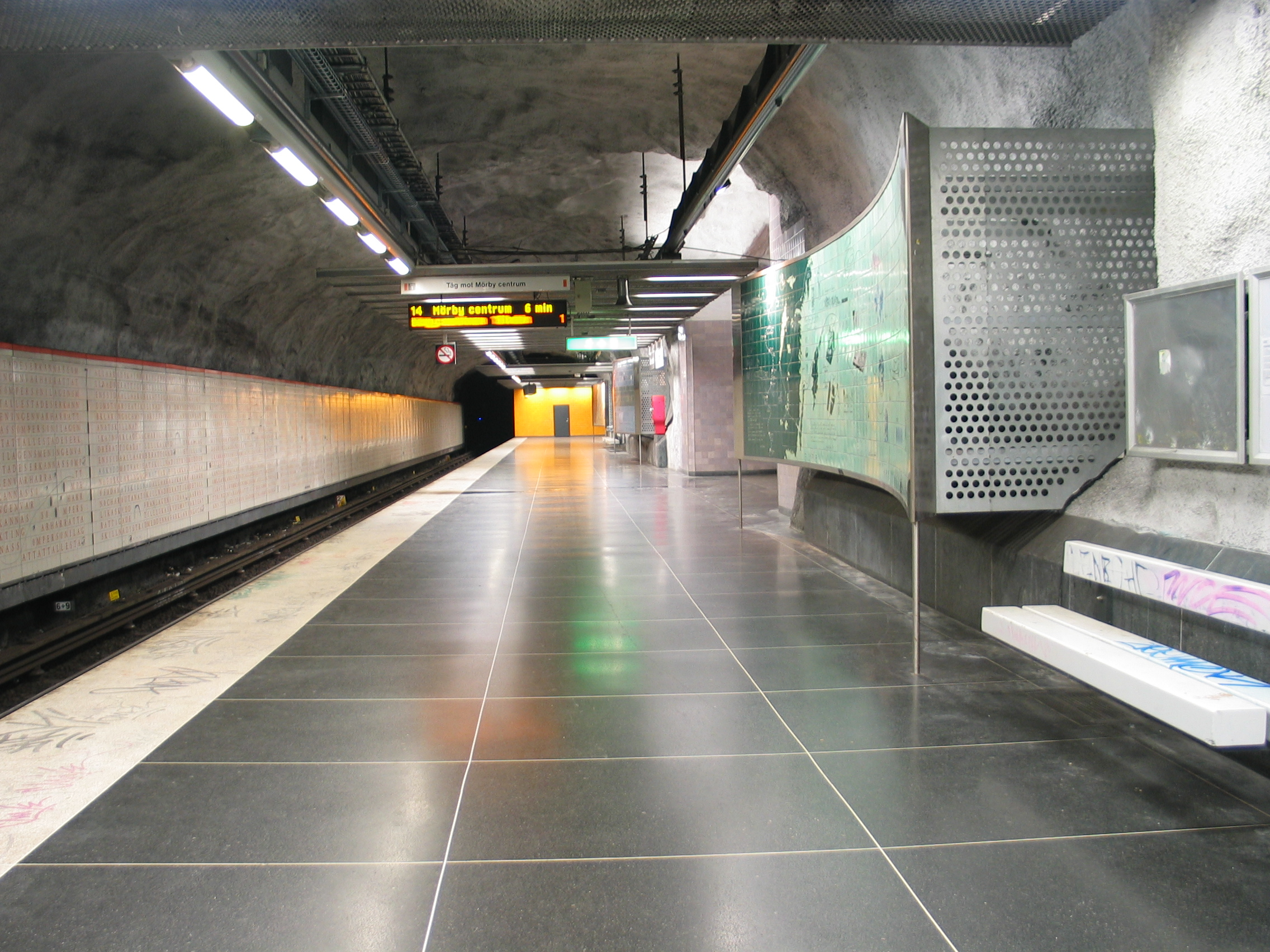
Universitetet
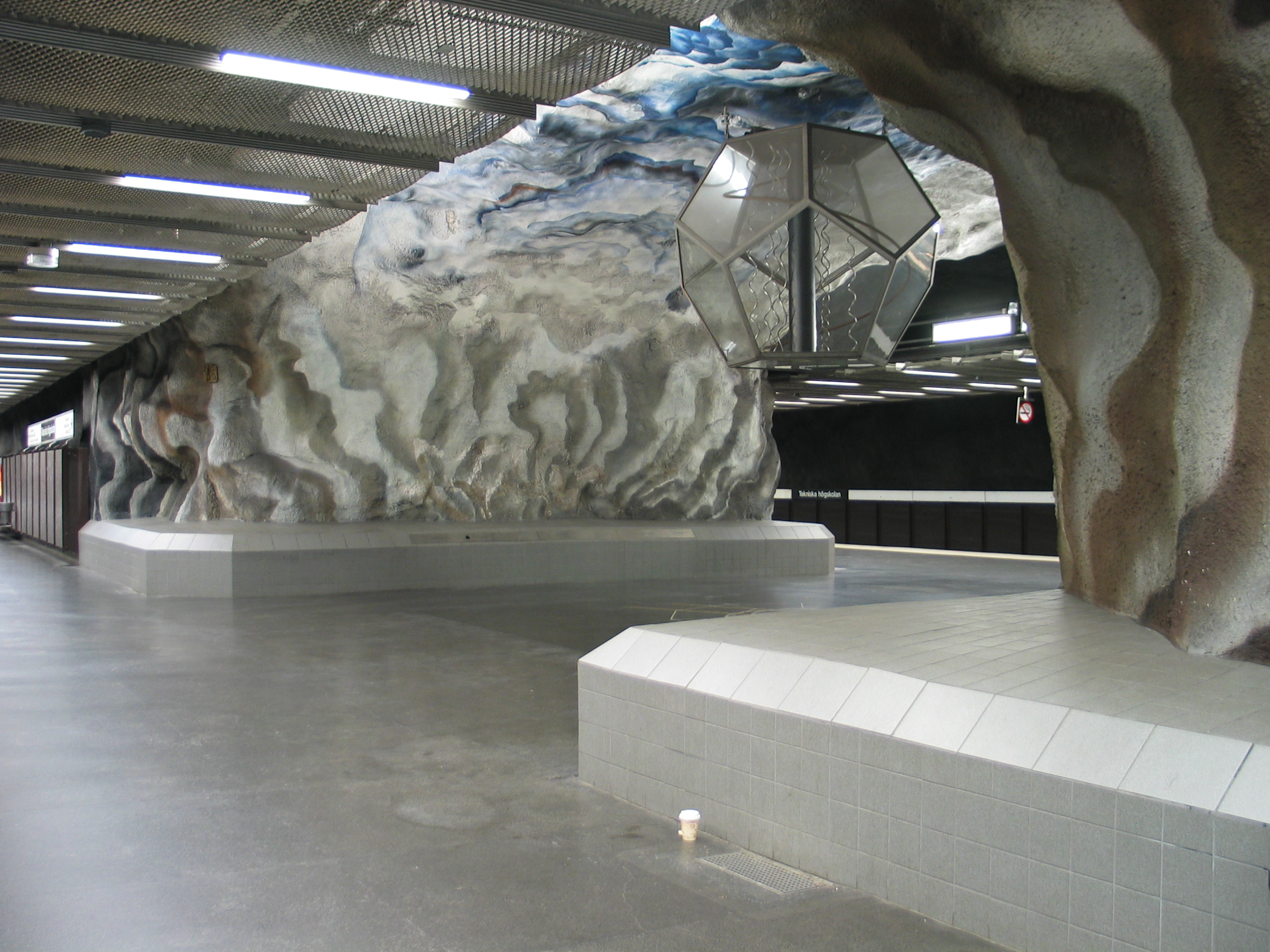
Tekniska högskolan
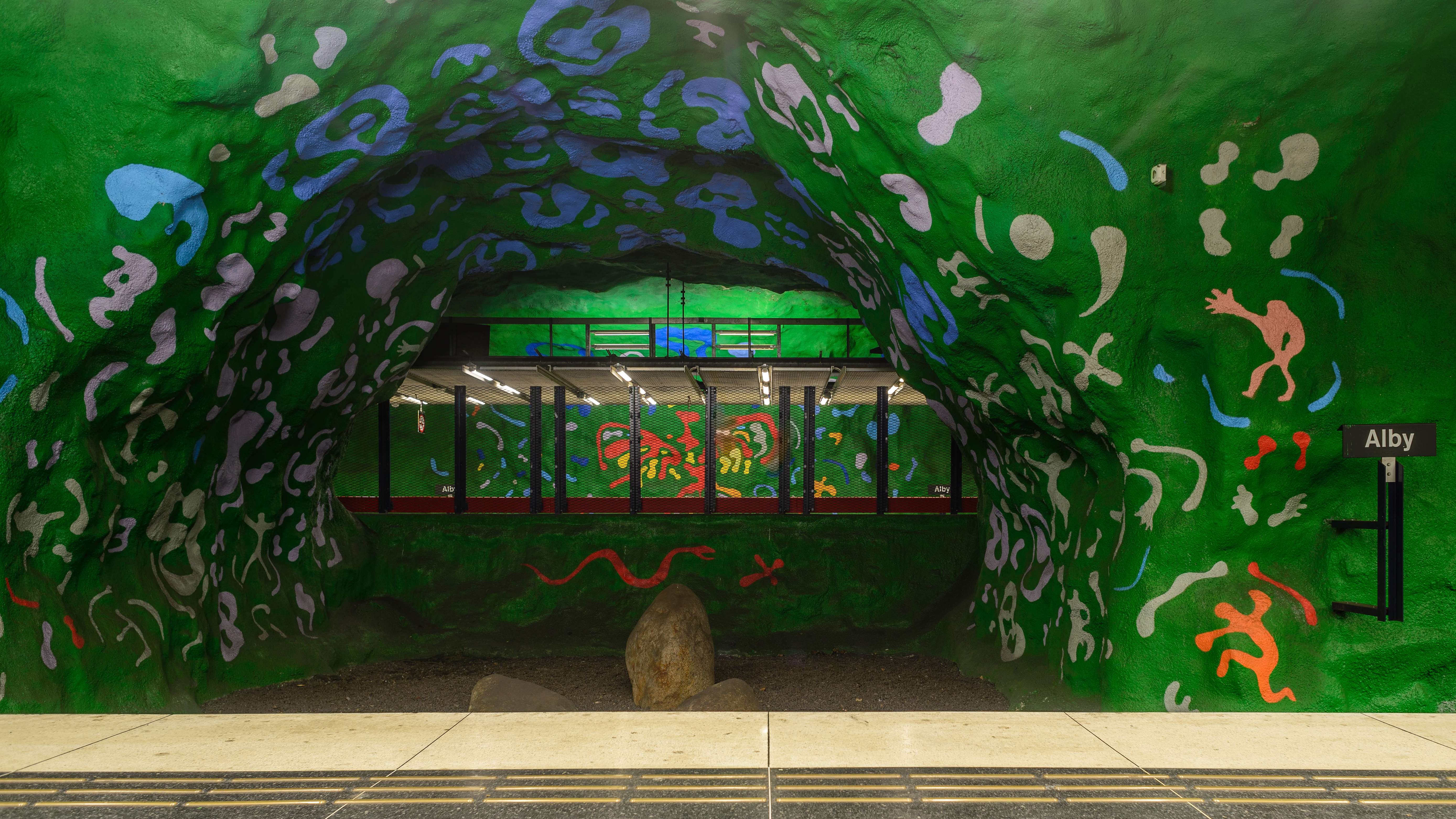
Alby
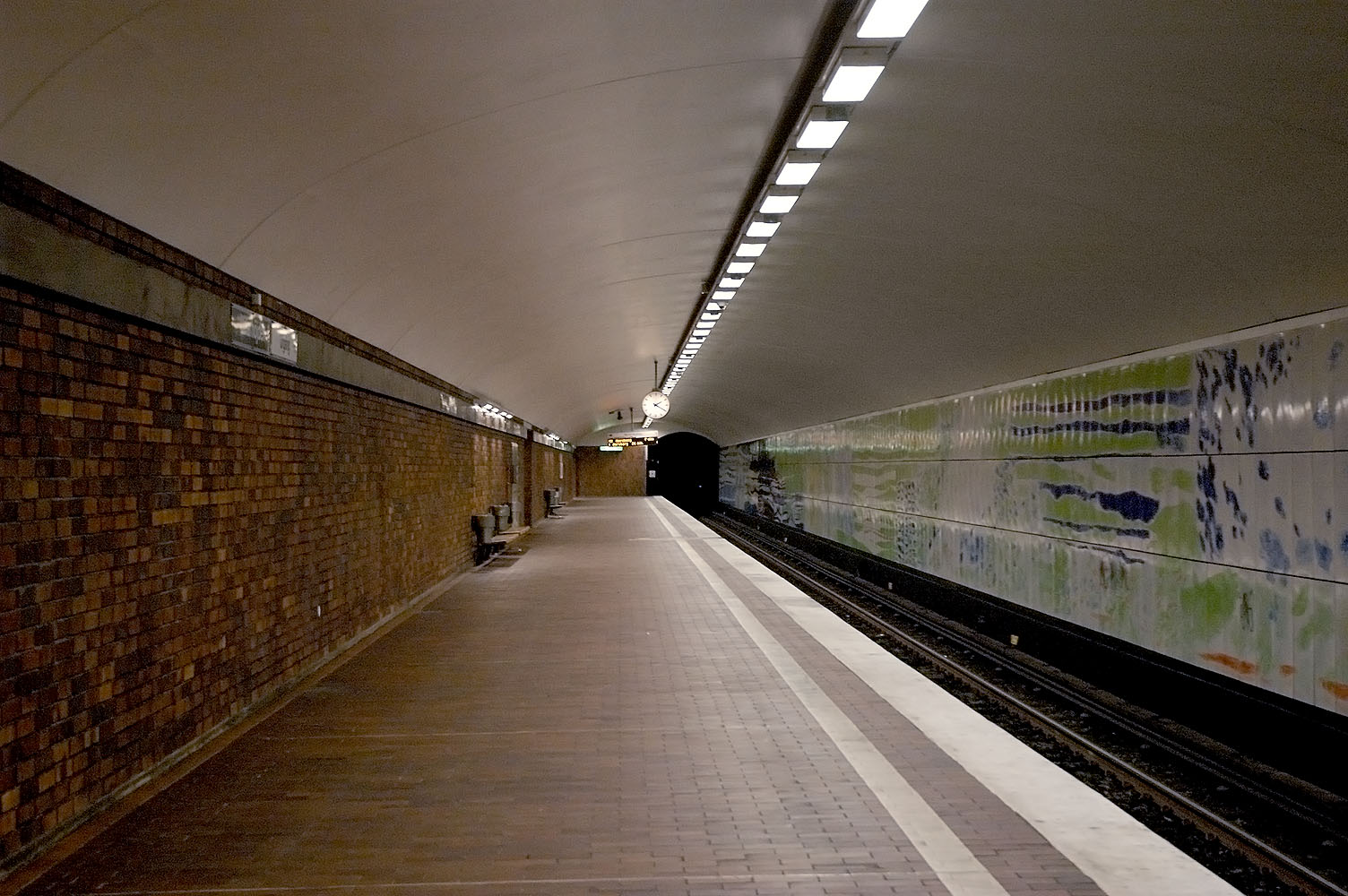
Mälarhöjden
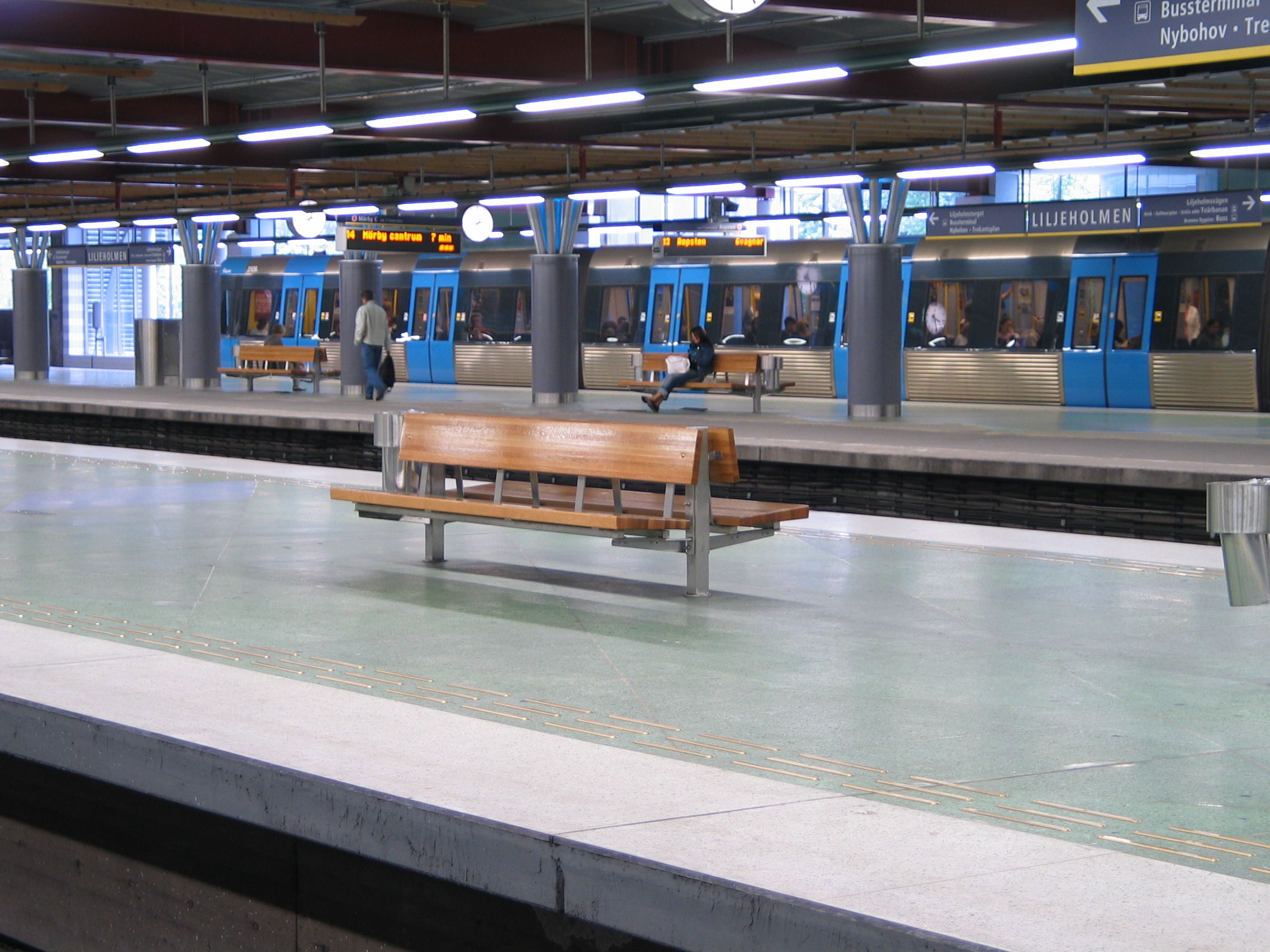
Liljeholmen
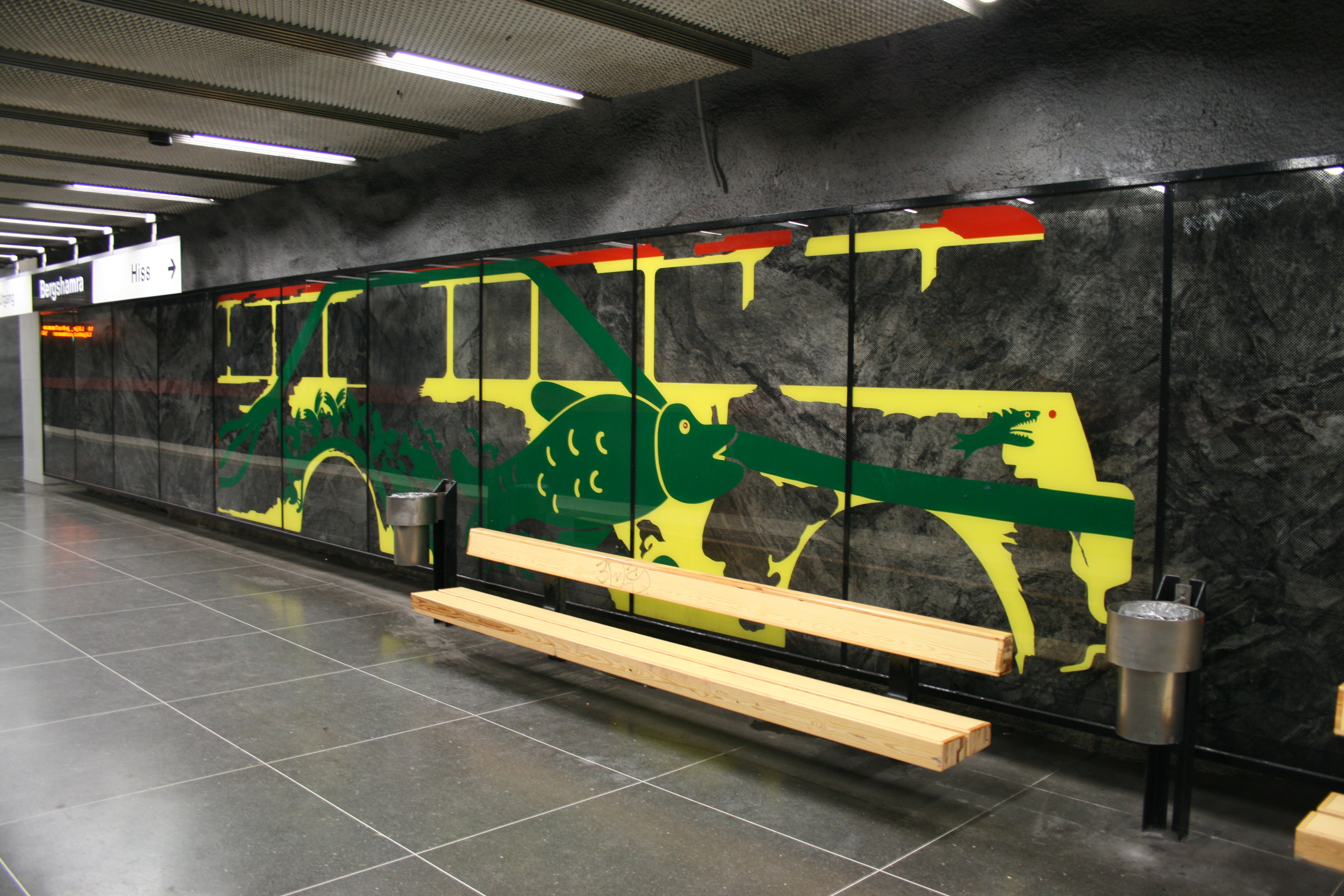
Bergshamra

## Fotnoter
1. ↑   Trafiksäkerhetsinstruktion för tunnelbanan, ändringstryck 6(SL-2008-16140 utgåva 5.0). 2008
2. 1 2  ”Tunnelbaneplan för Stor-Stockholm, Generalplaneberedningens tunnelbanekommitté, 1965”. Arkiverad från originalet den 14 juli 2014. https://web.archive.org/web/20140714162927/http://media.sparvagsmuseet.se/Skannade_texter/tunnelbaneplan_1965.pdf. Läst 8 juli 2014.
3. 1 2  Dufwa, Arne, red (1985). Trafik, broar, tunnelbanor, gator. Monografier utgivna av Stockholms stad, Stockholms tekniska historia 1. Stockholm: Liber Förlag. Libris 513275. ISBN 91-38-08725-1
4. ↑  ”Varför en ny bro?”. Arkiverad från originalet den 20 februari 2017. https://web.archive.org/web/20170220094359/http://www.lidingo.se/toppmeny/byggabomiljo/planerochutveckling/storreutvecklingsprojekt/lillalidingobron/varforennybro.4.4f1828d515903f133b97a8e.html. Läst 19 februari 2017.
5. ↑  ”Fakta om SL och länet år 2015” (PDF). Storstockholms Lokaltrafik. 25 oktober 2016. Arkiverad från originalet den 26 november 2016. https://web.archive.org/web/20161126002454/http://www.sll.se/Global/Verksamhet/Kollektivtrafik/Fakta%20om%20SL%20och%20l%C3%A4net/Fakta-SL-Waxholmsbolaget-Fardtjanstent-2015-webb.pdf. Läst 13 mars 2017.